# 9 mars 1902
Le dimanche 9 mars 1902 est le 68e jour de l'année 1902.

## Naissances
- Élisabeth de Rothschild (morte le 23 mars 1945), baronne française
- Arthur Ladwig (mort le 10 juillet 1944), communiste allemand, résistant au nazisme
- Edward Durell Stone (mort le 6 août 1978), architecte américain
- Luis Barragán (mort le 22 novembre 1988), architecte mexicain
- Robert William St. John (mort le 6 février 2003), auteur, animateur de radio et journaliste américain
- Will Geer (mort le 22 avril 1978), acteur américain

## Décès
- Hermann Allmers (né le 11 février 1821), écrivain allemand